# Phycella herbertiana
Phycella herbertiana är en amaryllisväxtart som beskrevs av John Lindley. Phycella herbertiana ingår i släktet Phycella och familjen amaryllisväxter. Inga underarter finns listade i Catalogue of Life.

## Bildgalleri

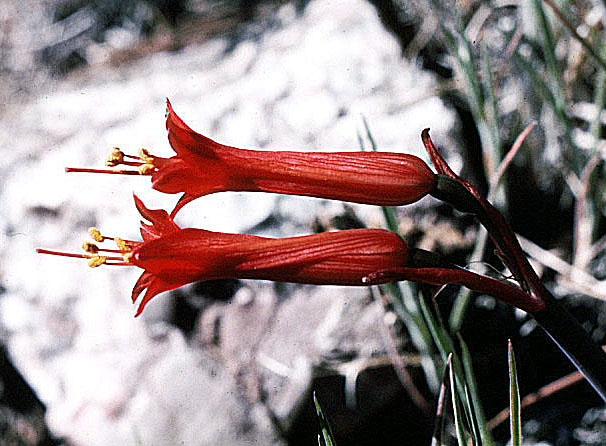